# Слабое взаимодействие
Сла́бое взаимоде́йствие — фундаментальное взаимодействие, ответственное, в частности, за процессы бета-распада атомных ядер и слабые распады элементарных частиц, а также нарушения законов сохранения пространственной и комбинированной чётности в них. Это взаимодействие называется слабым, поскольку два других взаимодействия, значимые для ядерной физики и физики высоких энергий (сильное и электромагнитное), характеризуются значительно большей интенсивностью. Однако оно значительно сильнее четвёртого из фундаментальных взаимодействий, гравитационного.
Слабое взаимодействие является короткодействующим — оно проявляется на расстояниях, приблизительно в 1000 раз меньше размеров протона, характерный радиус взаимодействия 2⋅10−18
 м.
Гипотеза об инвариантности слабого взаимодействия относительно CP-преобразования и тесно связанная с ней так называемая двухкомпонентного нейтрино сформулирована в 1957 году независимо Л. Д. Ландау, А. Саламом, Ли и Янгом.
Стандартная модель физики элементарных частиц описывает электромагнитное взаимодействие и слабое взаимодействие как разные проявления единого электрослабого взаимодействия, теорию которого разработали около 1968 года Ш. Глэшоу, А. Салам и С. Вайнберг. За эту работу они получили Нобелевскую премию по физике за 1979 год.
Переносчиками слабого взаимодействия являются векторные бозоны W+, W− и Z0. При этом различают взаимодействие так называемых заряженных слабых токов и нейтральных слабых токов. Взаимодействие заряженных токов (при участии заряженных бозонов W±) приводит к изменению зарядов частиц и превращению одних лептонов и кварков в другие лептоны и кварки. Взаимодействие нейтральных токов (при участии нейтрального бозона Z0) не меняет заряды частиц и переводит лептоны и кварки в те же самые частицы.

## История изучения
В 1896 году, работая с солями урана Анри Беккерель открыл явление радиоактивности. В 1898—1899 годах Эрнест Резерфорд установил, что радиоактивные атомы излучают частицы двух видов, названные им альфа- и бета-частицами. В 1899 году в работах Стефана Мейера, Эгона риттера фон Швейдлера, Фридриза Гизиля и А. Беккереля было показано, что бета-частицы отклоняются магнитным полем и обладают отрицательным зарядом. В 1900 году А. Беккерель показал, что бета-частицы имеют то же отношение заряда к массе, что и открытые незадолго до этого электроны.
В 1914 году Джеймс Чедвик установил, что при бета-распаде висмута-210 вылетающие электроны могут иметь произвольную энергию. Это, на первый взгляд, противоречило закону сохранения энергии. Также вызывал недоумение тот факт, что хотя начальный и конечный атом подчинялись одной и той же квантовой статистике, электрон не являлся, как ожидалось, бозоном, а имел спин ½. Чтобы разрешить эти противоречия, Вольфганг Паули выдвинул в 1930 году гипотезу, что наравне с электроном при бета-распаде излучается нейтральная частица. В дальнейшем было показано, что этой частицей является нейтрино.
Воспользовавшись гипотезой Паули, Энрико Ферми разработал в 1933 году первую теорию бета-распада (четырёхфермионная теория слабого взаимодействия). Интересно, что его работу отказались публиковать в журнале Nature, сославшись на излишнюю абстрактность статьи. Теория Ферми основана на использовании метода вторичного квантования, аналогичного тому, который был уже применён к тому времени для процессов испускания и поглощения фотонов. Одной из идей, озвученных в работе, было также утверждение о том, что вылетающие из атома частицы не содержались в нём изначально, а были рождены в процессе взаимодействия.
В 1936—1937 годах в космических лучах были открыты мюоны, изначально считавшиеся переносчиками ядерных сил, предсказанными Хидэки Юкавой. Предположение, касающееся ядерных сил, однако, не подтвердилось: мюоны не участвуют в сильных взаимодействиях (в 1947 году были открыты пи-мезоны, которые и были частицами, предсказанными Юкавой). Впоследствии было показано, что мюоны и электроны во многом похожи и, в частности, мюоны также могут быть захвачены атомным ядром в процессе, аналогичном обратному бета-распаду.
Долгое время считалось, что законы природы симметричны относительно зеркального отражения, то есть результат любого эксперимента должен быть таким же, как результат эксперимента, проведённого на зеркально-симметричной установке. Эта симметрия относительно пространственной инверсии (которая обычно обозначается как P) связана с законом сохранения чётности. Однако в 1956 году при теоретическом рассмотрении процесса распада K-мезонов Янг Чжэньнин и Ли Цзундао предположили, что слабое взаимодействие может не подчиняться этому закону. Уже в 1957 году группа Ву Цзяньсун подтвердила это предсказание в эксперименте по β-распаду, что принесло Янгу и Ли Нобелевскую премию по физике за 1957 год. Позднее тот же факт был подтверждён в распаде мюона и других частиц.
Чтобы объяснить новые экспериментальные факты, в 1957 году Мюреем Гелл-Манном, Ричардом Фейнманом, Робертом Маршаком и Джорджем Сударшаном была разработана универсальная теория четырёхфермионного слабого взаимодействия, получившая название V − A-теории.
В стремлении сохранить максимально возможную симметрию взаимодействий Л. Д. Ландау в 1957 году предположил, что хотя P-симметрия нарушается в слабых взаимодействиях, в них должна сохраняться комбинированная симметрия CP — комбинация зеркального отражения и замены частиц на античастицы. Однако в 1964 году Джеймс Кронин и Вал Фитч в распадах нейтральных каонов нашли слабое нарушение CP-чётности. За это нарушение также оказалось ответственным именно слабое взаимодействие; более того, теория в таком случае предсказывала, что кроме двух поколений кварков и лептонов, известных к тому времени, должно существовать как минимум ещё одно поколение. Это предсказание получило подтверждение сначала в 1975 году, когда был открыт тау-лептон, а затем в 1977 году с открытием b-кварка. Кронин и Фитч получили Нобелевскую премию по физике 1980 года.
В 1960-х годах Шелдоном Ли Глэшоу, Стивеном Вайнбергом и Абдусом Саламом на основе хорошо разработанной к тому времени квантовой теории поля была создана теория электрослабых взаимодействий, объединяющая в себе слабое и электромагнитное взаимодействия. Ими были введены калибровочные поля и кванты этих полей — векторные бозоны W+, W− и Z0 в роли переносчиков слабого взаимодействия. Кроме того, было предсказано существование неизвестных ранее слабых нейтральных токов. Эти токи были обнаружены экспериментально в 1973 году при изучении процессов упругого рассеяния нейтрино и антинейтрино нуклонами.

## Свойства
В слабом взаимодействии принимают участие все фундаментальные фермионы (лептоны и кварки). Это единственное взаимодействие, в котором участвуют нейтрино (не считая гравитации, влияние которой на отдельные элементарные частицы пренебрежимо мало). Этим и объясняется колоссальная проникающая способность нейтрино, т.к. оно действует на очень небольшом расстоянии по сравнению с размерами частиц (характерный радиус взаимодействия 2⋅10−18 м, это примерно в 1000 раз меньше размера протона). Слабое взаимодействие позволяет лептонам, кваркам и их античастицам обмениваться энергией, массой, электрическим зарядом и квантовыми числами — то есть превращаться друг в друга.
Слабое взаимодействие получило своё название из-за того, что его характерная интенсивность значительно ниже, чем у электромагнетизма. В физике элементарных частиц интенсивность взаимодействия принято характеризовать скоростью протекания процессов, вызванных этим взаимодействием. Чем быстрее протекают процессы, тем выше интенсивность взаимодействия. При энергиях взаимодействующих частиц порядка 1 ГэВ характерная скорость протекания процессов, обусловленных слабым взаимодействием, составляет около 10−10 с, что примерно на 11 порядков дольше, чем для электромагнитных процессов, то есть для физики элементарных частиц слабые процессы — это чрезвычайно медленные процессы.
Другой характеристикой интенсивности взаимодействия является длина свободного пробега частиц в веществе. Так, для того, чтобы остановить за счёт сильного взаимодействия летящий адрон, требуется плита из железа толщиной в несколько сантиметров. А нейтрино, которое участвует только в слабом взаимодействии, может пролететь без взаимодействий через слой железа толщиной в несколько световых лет.
Помимо прочего, слабое взаимодействие обладает очень малым радиусом действия — около 2⋅10-18 м (это приблизительно в 1000 раз меньше размера ядра). Именно по этой причине, несмотря на то, что слабое взаимодействие значительно интенсивнее гравитационного, радиус действия которого неограничен, оно играет заметно меньшую роль. Например, даже для ядер, находящихся на расстоянии 10−10 м, слабое взаимодействие слабее не только электромагнитного, но и гравитационного.
При этом интенсивность слабых процессов сильно зависит от энергии взаимодействующих частиц. Чем выше энергия, тем интенсивность выше. Например, в силу слабого взаимодействия нейтрон, энерговыделение при бета-распаде которого равно приблизительно 0,8 МэВ, распадается за время около 103 с, а Λ-гиперон с энерговыделением примерно в сто раз больше, — уже за 10−10 с. То же самое справедливо для энергичных нейтрино: сечение взаимодействия с нуклоном нейтрино с энергией 100 ГэВ на шесть порядков больше, чем у нейтрино с энергией около 1 МэВ. Однако при энергиях порядка нескольких сотен ГэВ (в системе центра масс сталкивающихся частиц) интенсивность слабого взаимодействия становится сравнимой с энергией электромагнитного взаимодействия, в результате чего они могут быть описаны единым образом как электрослабое взаимодействие.
Слабое взаимодействие является единственным из фундаментальных взаимодействий, для которого не выполняется закон сохранения чётности, это означает, что законы, которым подчиняются слабые процессы, меняются при зеркальном отражении системы. Нарушение закона сохранения чётности приводит к тому, что слабому взаимодействию подвержены только левые частицы (спин которых направлен противоположно импульсу), но не правые (спин которых сонаправлен с импульсом), и наоборот: правые античастицы взаимодействуют слабым образом, но левые — инертны.
Помимо пространственной чётности, слабое взаимодействие не сохраняет также и комбинированной пространственно-зарядовой чётности, то есть это единственное из известных взаимодействий нарушающее принцип CP-инвариантности.

## Теоретическое описание

### Теория Ферми
Первая теория слабого взаимодействия была разработана Энрико Ферми в 1930-х годах. Его теория основана на формальной аналогии между процессом β-распада и электромагнитных процессов излучения фотонов. В основе теории Ферми лежит взаимодействие так называемых адронного и лептонного токов. При этом в отличие от электромагнетизма предполагается, что их взаимодействие носит контактный характер и не подразумевает наличие переносчика, аналогичного фотону. В современных обозначениях взаимодействие между четырьмя основными фермионами (протоном, нейтроном, электроном и нейтрино) описывается оператором вида
{\displaystyle {\frac {G_{F}}{\sqrt {2}}}{\hat {\overline {p}}}{\hat {n}}\cdot {\hat {\overline {e}}}{\hat {\nu }}},
где {\displaystyle G_{F}} — так называемая константа Ферми, численно равная по порядку величины 10−62 Дж⋅м³ или {\displaystyle 10^{-5}/m_{p}^{2}} ({\displaystyle m_{p}} — масса протона) в системе единиц, где {\displaystyle \hbar =c=1}; {\displaystyle {\hat {\overline {p}}}} — оператор рождения протона (или уничтожения антипротона), {\displaystyle {\hat {n}}} — оператор уничтожения нейтрона (рождения антинейтрона), {\displaystyle {\hat {\overline {e}}}} — оператор рождения электрона (уничтожения позитрона), {\displaystyle {\hat {\nu }}} — оператор уничтожения нейтрино (рождения антинейтрино).
Произведение {\displaystyle {\hat {\overline {p}}}{\hat {n}}}, отвечающее за перевод нейтрона в протон, получило название нуклонного тока, а {\displaystyle {\hat {\overline {e}}}{\hat {\nu }},} переводящее электрон в нейтрино, — лептонного. Постулируется, что эти токи аналогично электромагнитным токам являются 4-векторами {\displaystyle {\hat {\overline {p}}}\gamma _{\mu }{\hat {n}}} и {\displaystyle {\hat {\overline {e}}}\gamma _{\mu }{\hat {\nu }}} ({\displaystyle \gamma _{\mu },~\mu =0\dots 3} — матрицы Дирака). Поэтому и их взаимодействие называется векторным.
Существенным отличием введённых Ферми слабых токов от электромагнитных является то, что они меняют заряд частиц: положительнозаряженный протон становится нейтральным нейтроном, а отрицательнозаряженный электрон — нейтральным же нейтрино. В связи с этим эти токи получили название заряженных токов.

### Универсальная V-A теория
Универсальная теория слабого взаимодействия, получившая также название V − A-теории, была предложена в 1957 году М. Гелл-Манном, Р. Фейнманом, Р. Маршаком и Дж. Сударшаном. Эта теория принимала во внимание доказанный незадолго до этого факт нарушения чётности (P-симметрии) при слабом взаимодействии. Для этого слабые токи были представлены как сумма векторного тока V и аксиального A (отсюда и название теории).
Векторный и аксиальный токи ведут себя совершенно одинаково при преобразованиях Лоренца. Однако при пространственной инверсии их поведение различно: векторный ток при таком преобразовании остаётся неизменным, а аксиальный ток меняет знак, что и приводит к нарушению чётности. Кроме того, токи V и A отличаются так называемой зарядовой чётностью (нарушают C-симметрию).
С учётом трёх поколений элементарных частиц фигурировавший в теории Ферми лептонный ток представляется суммой следующего вида
{\displaystyle {\hat {\overline {e}}}{\hat {\nu _{e}}}+{\hat {\overline {\mu }}}{\hat {\nu _{\mu }}}+{\hat {\overline {\tau }}}{\hat {\nu _{\tau }}},}
где μ и τ означают соответственно мюон и тау-лептон, а {\displaystyle \nu _{e}}, {\displaystyle \nu _{\mu }} и {\displaystyle \nu _{\tau }} — электронное, мюонное и тау-нейтрино.
Аналогично, адронный ток является суммой кварковых токов всех поколений (u — верхний, d — нижний, c — очарованный, s — странный, t — истинный, b — прелестный кварки):
{\displaystyle {\hat {\overline {u}}}{\hat {d^{\prime }}}+{\hat {\overline {c}}}{\hat {s^{\prime }}}+{\hat {\overline {t}}}{\hat {b^{\prime }}}.}
В отличие от лептонного тока, однако, здесь операторы {\displaystyle {\hat {d^{\prime }}},} {\displaystyle {\hat {s^{\prime }}}} и {\displaystyle {\hat {b^{\prime }}}} представляют собой линейную комбинацию операторов {\displaystyle {\hat {d}},} {\displaystyle {\hat {s}}} и {\displaystyle {\hat {b}},} то есть адронный ток содержит в общей сложности не три, а девять слагаемых. Эти слагаемые можно объединить в одну матрицу 3×3, называемую матрицей Кабиббо — Кобаяши — Маскавы. Эта матрица может быть параметризована тремя углами и фазовым множителем. Последний характеризует степень нарушения CP-инвариантности в слабом взаимодействии.
Все слагаемые в заряженном токе представляют собой сумму векторного и аксиального операторов с множителями, равными единице.
В основе V − A-теории лежит лагранжиан вида
{\displaystyle {\mathcal {L}}={\frac {G_{F}}{\sqrt {2}}}{\hat {j_{w}}}{\hat {j_{w}^{\dagger }}},}
где {\displaystyle {\hat {j_{w}}}} — оператор заряженного тока, а {\displaystyle {\hat {j_{w}^{\dagger }}}} — сопряжённый ему (получается заменой {\displaystyle {\hat {\overline {e}}}{\hat {\nu _{e}}}\rightarrow {\hat {\overline {\nu _{e}}}}{\hat {e}},} {\displaystyle {\hat {\overline {u}}}{\hat {d}}\rightarrow {\hat {\overline {d}}}{\hat {u}}} и т. д.)

### Теория Вайнберга — Салама
В современной форме слабое взаимодействие описывается как часть единого электрослабого взаимодействия в рамках теории Вайнберга — Салама. Это квантовая теория поля с калибровочной группой SU(2)×U(1) и спонтанно нарушенной симметрией вакуумного состояния, вызванной действием поля бозона Хиггса. Доказательство перенормируемости такой модели Мартинусом Вельтманом и Герардом 'т Хоофтом было отмечено Нобелевской премией по физике за 1999 год.
В этой форме теория слабого взаимодействия входит в современную Стандартную модель, причём оно — единственное взаимодействие, нарушающее симметрии P и CP.
Согласно теории электрослабого взаимодействия слабое взаимодействие не является контактным, а имеет своих переносчиков — векторные бозоны W+, W− и Z0 с ненулевой массой и спином, равным 1. Масса этих бозонов составляет около 90 ГэВ/c², что и обуславливает малый радиус действия слабых сил.
При этом заряженные бозоны W± отвечают за взаимодействие заряженных токов, а существование нейтрального бозона Z0 означает существование также и нейтральных токов. Такие токи действительно были обнаружены экспериментально. Примером взаимодействия с их участием служит, в частности, упругое рассеяние нейтрино на протоне. При таких взаимодействиях сохраняется как вид частиц, так и их заряды.
Для описания взаимодействия нейтральных токов лагранжиан должен быть дополнен членом вида
{\displaystyle {\mathcal {L}}={\frac {G_{F}\rho }{2{\sqrt {2}}}}{\hat {f_{0}}}{\hat {f_{0}}},}
где ρ — безразмерный параметр, в стандартной теории равный единице (экспериментально он отличается от единицы не более чем на 1 %), {\displaystyle {\hat {f_{0}}}={\hat {\overline {\nu _{e}}}}{\hat {\nu _{e}}}+\dots +{\hat {\overline {e}}}{\hat {e}}+\dots +{\hat {\overline {u}}}{\hat {u}}+\dots } — самосопряжённый оператор нейтрального тока.
В отличие от заряженных токов, оператор нейтрального тока диагонален, то есть переводит частицы в сами себя, а не в другие лептоны или кварки. Каждое из слагаемых оператора нейтрального тока представляет собой сумму векторного оператора с множителем {\displaystyle I_{3}} и аксиального оператора с множителем {\displaystyle I_{3}-2Q\sin ^{2}\theta _{w}}, где {\displaystyle I_{3}} — третья проекция так называемого слабого изотопического спина, Q — заряд частицы, {\displaystyle \theta _{w}} — угол Вайнберга. Угол {\displaystyle \theta _{w}} определяет структуру нейтральных токов и связь между константами g и e слабого и электромагниного взаимодействий соответственно:
{\displaystyle e=g\sin \theta _{w}.}

## Роль в природе

### Слабый распад
Слабое взаимодействие может приводить и к распаду массивных частиц на более лёгкие. Такой вид распада носит название слабого распада. В частности, именно по причине такого распада концентрации таких частиц, как мюонов, π-мезонов, странных и очарованных частиц, в природе ничтожны. Дело в том, что в отличие от других видов фундаментальных взаимодействий, слабое взаимодействие не подчиняется некоторым запретам, позволяя заряженным лептонам превращаться в нейтрино, а кваркам одного аромата в кварки другого аромата.

#### Бета-распад
Важным частным случаем слабого распада является бета-распад нейтрона, в результате которого нейтрон может спонтанно превратиться в протон, электрон и электронное антинейтрино. Однако, как известно, интенсивность слабых распадов падает с уменьшением энергии, поэтому характерный период полураспада нейтрона достаточно велик — около 103 с, в то время как у Λ-гиперона, выделение энергии при распаде которого в 100 раз выше, время жизни всего лишь около 10−10 с.
Бета-распад это наиболее важный процесс, обусловленный слабым взаимодействием. Бета-распад это один из трёх основных типов радиоактивности, заключающийся в испускании ядром электрона и антинейтрино с одновременным превращением одного из нейтронов в протон. Открытый в начале XX века этот процесс получил теоретическое объяснение только в 1934 году. Энрико Ферми первым предположил, что вылетающие при бета-распаде из ядра электрон и антинейтрино не находятся в нём до этого, а рождаются в момент распада.

### Звёзды
Несмотря на малый радиус действия и относительную малость, слабое взаимодействие имеет важное значение для целого ряда природных процессов. 
В частности, именно слабым взаимодействием обусловлено протекание термоядерной реакции, являющейся основным источником энергии большинства звёзд, включая Солнце, — реакции синтеза гелия-4 из четырёх протонов с испусканием двух позитронов и двух нейтрино.  
Самая медленная (лимитирующая) стадия термоядерного синтеза {\displaystyle H^{1}+H^{1}\rightarrow H^{2}+e^{+}+\nu } очень сильно зависит от величины слабого взаимодействия.
Важную роль в эволюции звёзд играют и другие процессы, сопровождающиеся испусканием нейтрино и обусловленные наличием слабого взаимодействия. Нейтринное охлаждение является важным фактором энергетических потерь в очень горячих звёздах, а также при взрывах сверхновых.